# Stelis formosa
Stelis formosa är en orkidéart som beskrevs av Carlyle August Luer och Alexander Charles Hirtz. Stelis formosa ingår i släktet Stelis och familjen orkidéer. Inga underarter finns listade i Catalogue of Life.